# 俄罗斯的种族灭绝罪行
历史学家认为，在俄罗斯历史的不同时期，特別是俄羅斯帝國、蘇聯及其操控的傀儡政权曾多次对其占领地区的人民实行种族灭绝和种族清洗政策。其手段包括压制当地语言教育和使用，强制流放，蓄意制造饥荒（例如烏克蘭大饑荒）和直接的屠杀。

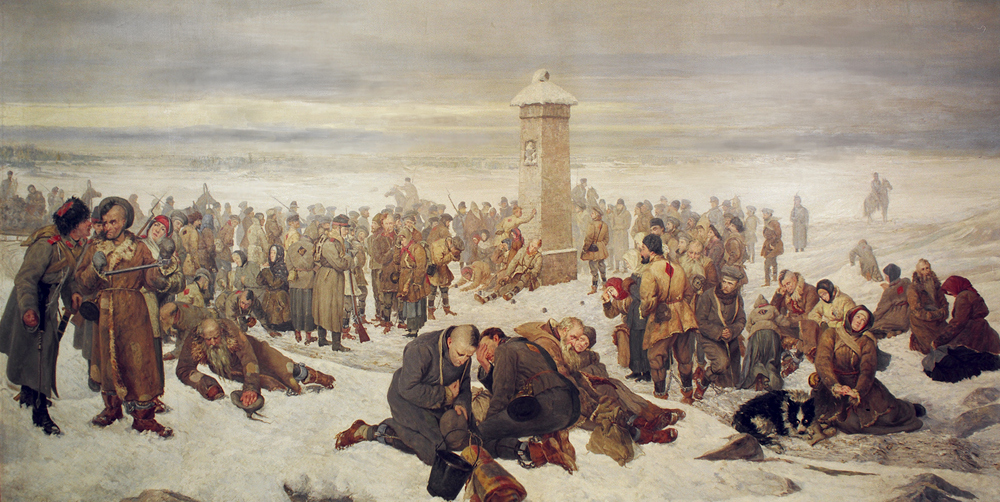
《告别欧洲》，亚历山大·索恰切夫斯基绘。因参与一月起义被流放至西伯利亚的波兰人和乌克兰人在乌拉尔山上标志着亚洲和欧洲的方尖碑前。画家本人即是方尖碑旁右侧的被流放者之一。

## 俄罗斯帝国时期

### 对中国人

#### 庚子俄难
1900年7月八国联军侵华战争期间，俄罗斯帝国以义和团破坏东清铁路为由，在海兰泡和江东六十四屯等地对中国人进行大规模屠杀。

### 对波兰人
在1721年至1917年间，数十万波兰人被俄国流放至西伯利亚。较富有的人有时会乘坐手推车，其他人则只能步行。他们的财产被剥夺，在流放途中营养不良，成为斑疹伤寒、肺结核和天花的受害者。在途中，他们被分阶段关押在监狱或其他政府设施中。

## 苏联时期

### 桑达莫赫万人坑

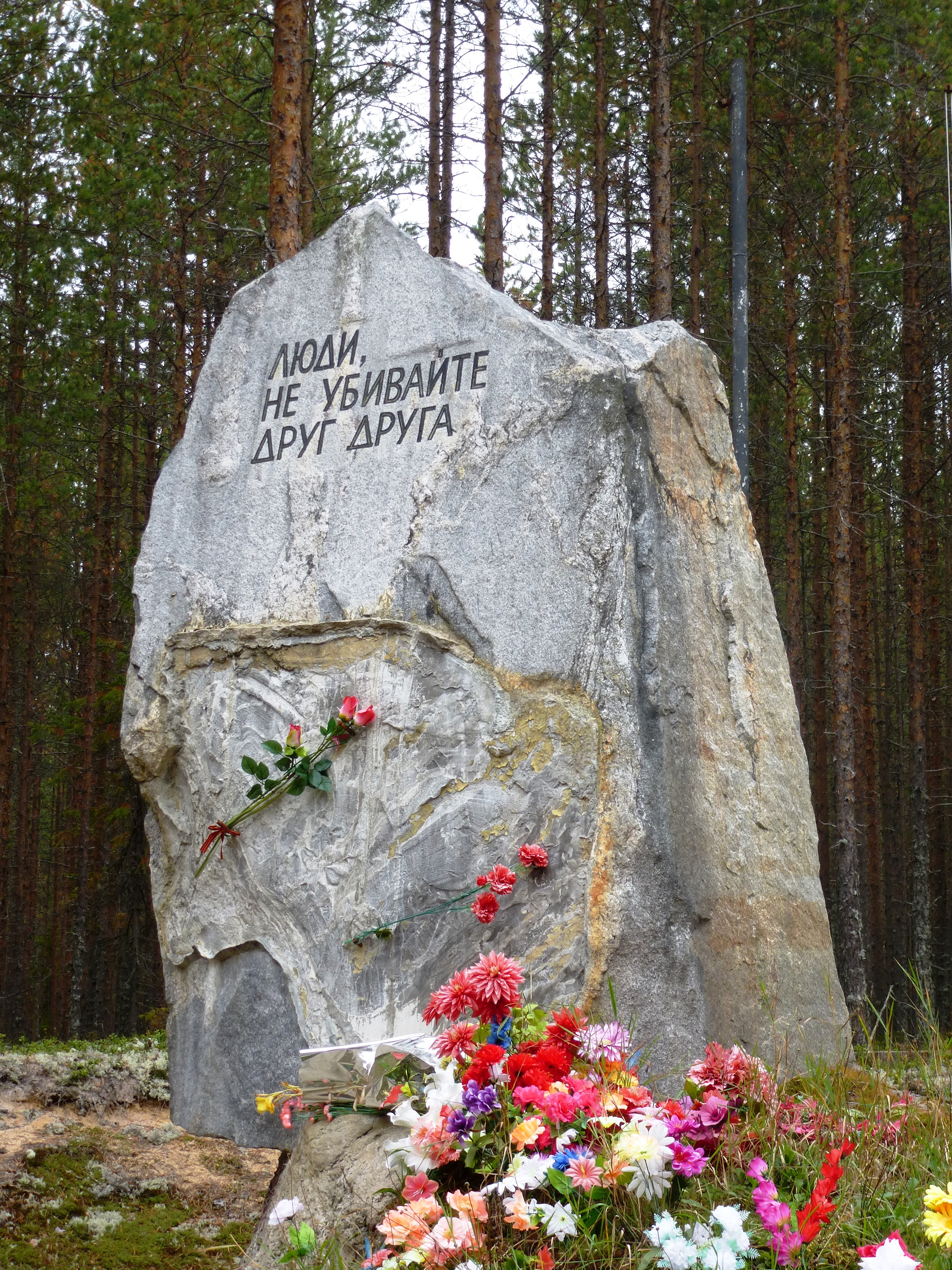
桑达莫赫万人坑的纪念石，上书“人们！不要互相杀害！”

苏联时期有同时屠杀高达58个民族的例子。20世纪90年代，非政府组织“纪念”的代表尤里·德米特里耶夫在桑达莫赫发现了斯大林时期的万人坑。在这里，许多俄占土地上的民族被杀害，其中包括芬兰人、卡累利阿人和伏尔加德国人，而乌克兰人则最为悲惨--仅一天中就有289名作家，剧作家和其他公众人物被杀害，史称“被处决的文艺复兴”。2004年，在此建立了“致被谋杀的乌克兰之子”哥萨克十字架作为对于此地遇害的乌克兰人的纪念碑。
发现桑达莫赫万人坑的尤里·德米特里耶夫于2016年遭监禁。非政府组织“纪念”于2021年底遭俄国查禁，并于2022年获诺贝尔和平奖。

### 对挪威人
过去，科拉半岛上曾居住有挪威人，这些人同瓦尔德在内的城镇关系密切。1940年6月23日，苏联秘密警察头目拉夫连季·贝利亚下令清除科拉半岛的一切“外国人”，于是该地所有挪威人均被驱逐到卡累利阿-芬兰苏维埃社会主义共和国（主要是俄国在冬季战争中占领的芬兰土地）。不久后由于芬兰在继续战争中夺回该地，许多人又再次被迫迁移。1942年春天，很大一部分科拉挪威人死于饥饿和营养不良。此后即使许多人曾在红军服役，但苏联在二战后仍不允许他们返回科拉。许多孩子在成长过程中没有学会说挪威语。2007年，最后一个科拉挪威人定居点弗拉基米尔港因人口减少失去承认，至2010年，俄国控制的区域内仅剩只有98人认为自己是挪威人，其中20人在圣彼得堡，11人在摩尔曼斯克，4人在卡累利阿。

### 对芬兰人

#### 科拉芬兰人
科拉半岛的芬兰人在斯大林的大清洗中受害极深。大清洗期间，数百名科拉芬兰人在不到十年的时间里死于刑场、监狱和集中营。其余的4,334人在1940年遭强制驱逐到需要人口的俄占卡累利阿。在随后的继续战争期间，苏联将人口“疏散”到俄罗斯内陆，其中一些人后来返回卡累利阿。现在科拉半岛上能说芬兰语的芬兰人只剩下大约20人，几乎都是老年人。几乎所有年轻人都变成了俄罗斯人，其中很大一部分人居住在摩尔曼斯克。
最著名的科拉芬兰人是来自 Ylä-Tuuloma的作家兼画家Sven Lokka 和来自于尔基纳的建筑师Hugo Hulkko。教师Elina Luukkainen（婚前姓 Takkinen）出生在乌拉，是家中唯一在大清洗中幸存下来的芬兰人, 在她的作品Stormbird of the Jäämeren (2014)中讲述了她人生的各个阶段。2021年2月，从事律师工作的芬兰律师阿格妮莎·海卡拉（Agnessa Haikara）出版了一本讲述她家人在斯大林大清洗中命运的书《不为人知的北方历史》（芬蘭語：《Tuntematon pohjoinen historia》），结果该书在俄国遭FSB查禁。FSB的前身正是当年执行种族清洗的内务部人民委员会（NKVD）。

### 对乌克兰人

#### “被处决的文艺复兴”

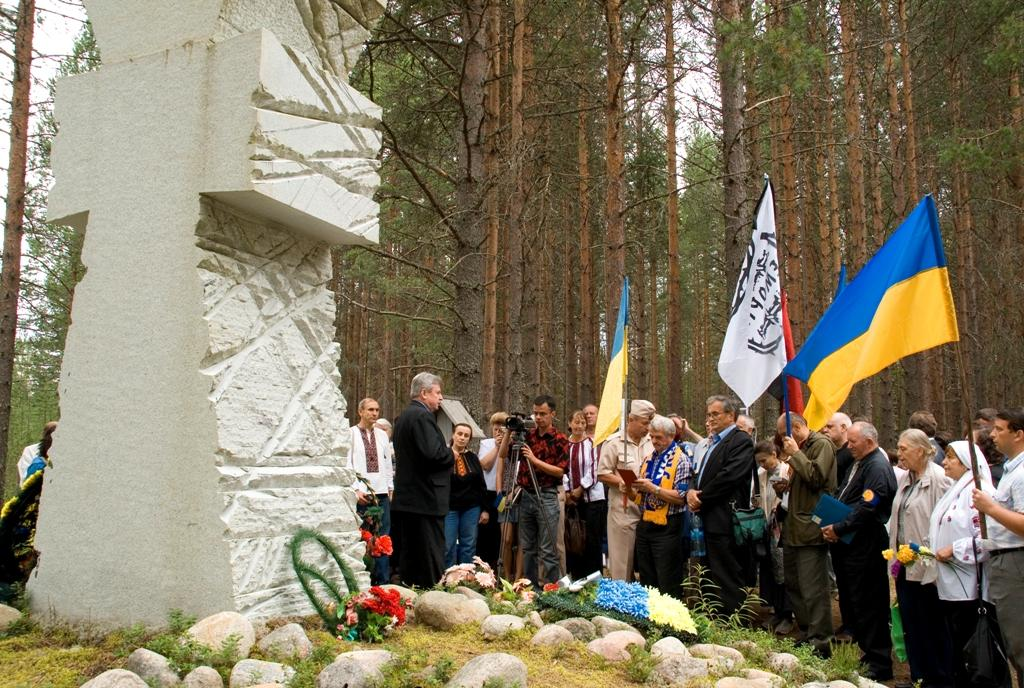
2007年，人们在桑达莫赫的“致被谋杀的乌克兰之子”哥萨克十字架前悼念大屠杀受害者。

1920年代的乌克兰作家组成了数个文学会。但乌克兰语文学在1930年代遭到了惨重的迫害。其中很多被迫害的作家居住于哈尔科夫的“文字”大楼。迫害在1937年與1938年的大清洗中达到高峰，在1937年10月27日至11月4日十月革命20週年前的「反革命」處決中，近300名乌克兰作家在卡累利阿的桑达莫赫被俄国处决。

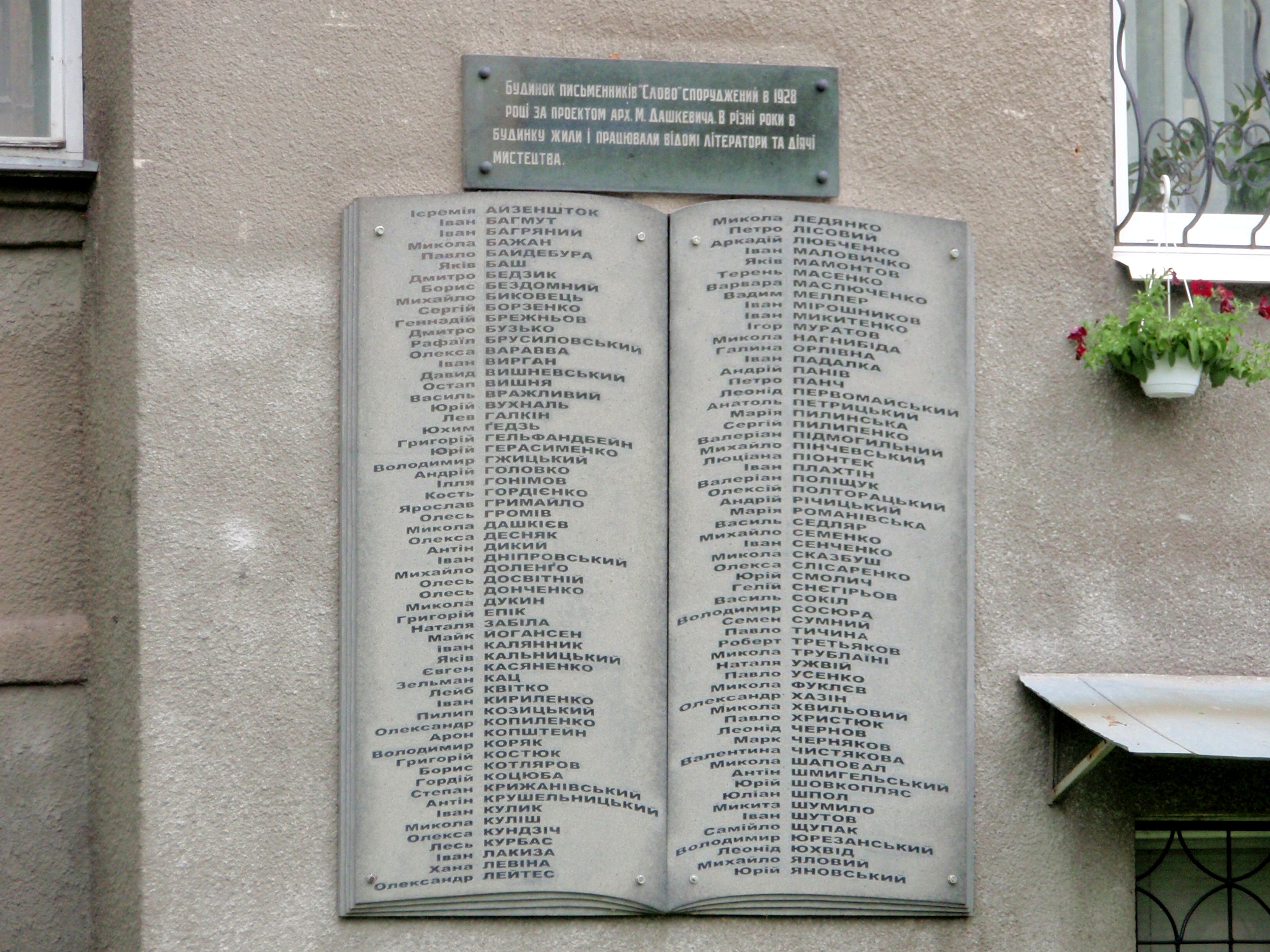
哈尔科夫“文字”大楼上写有过去住户名字的纪念牌匾

俄国也长期奉行压制乌克兰语教育的政策。仅巴赫穆特一地，就在1930年代初举行了对被指控为乌克兰民族主义者的教师的审判，逮捕并枪杀了当时还活着的所有乌克兰解放斗争活动家。1930年代中期，全市图书馆70%的藏书被烧毁。

#### 乌克兰大饥荒
有观点认为，苏联专门利用饥荒清洗乌克兰民族主义者，其行为法律上构成种族灭绝。截至2018年，有20多个国家认为乌克兰大饥荒是種族灭绝。

#### 文尼察大屠杀

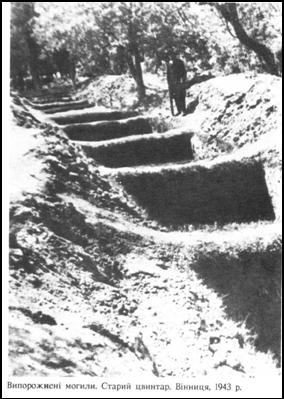
文尼察大屠杀中的万人坑

1937年至1938年的大清洗時期，苏联在乌克兰文尼察进行了大规模的屠杀。受害者在9000至11000人之间。

### 对德意志人
18世纪，凱瑟琳女皇以免于兵役等优惠政策吸引了大批穷困的德意志人移民到伏尔加河流域，形成了伏尔加德意志人群体。二战爆发后，苏联先是于1941年根据第 35105号命令将军队中服役的数万德意志人全部投入NKVD劳动队。随后，苏联更于1942年将几乎全部健全的伏尔加德意志人投入NKVD劳动队甚至古拉格。战后，这些人中仅约三分之二幸存，约150万人死亡。

### 对中国人

#### 远东华人清洗及强制流配
苏联建立前，在俄罗斯控制的土地上有超过20万华工，到1926年苏联人口普查时，全苏联仍有10万华人，其中7万在远东地区；20世纪40年代，远东地区的华人则已经几乎绝迹:61:73迄今，华人在远东地区的消亡史仍有待苏联档案的进一步公布与学者的更深入研究:61。2009年，在海参崴修建公路的过程中发现了斯大林时期的万人坑。俄罗斯媒体报道称死者应是1937年“清洗土匪街区”时被杀的中国人。在其中被获准开挖的地块发现了495个带弹孔的头骨普遍认为还有更多的遇难者。这次被发现的遇难者多为25-35岁的男性。

#### 伊宁事变
1944年，俄国在边境及中国境内组织了傀儡政权“东突厥斯坦共和国”。随后，叛军和苏联军队合力攻击了伊宁等地的中国政府据点并对中国人展开了屠杀。
1945年1月31日夜，国民政府伊宁区长兼守备指挥官杜德孚率残部及千余平民从伊宁据点突围。至皮尔清沟，被叛军追击。最终，杜孚德重伤自尽，所率军民仅二百余人突围生还
张治中曾记述道：“三区汉人被杀的很多，有些地方只剩了老弱妇孺数十人，在伊宁残留的汉人中，也是老弱妇孺占大多数，青壮年都被杀光了”。关于伊宁事变中被害的汉族平民数量至今没有准确的统计。

### 对高丽人
苏联于1937年将俄占远东地区的几乎所有高丽人全部清除，其中约17万人被强制迁移至哈萨克斯坦的无人区。这导致了众多高丽人死亡，死者数量据估计在16500至50000人之间
，也即10%–25%的人口死亡。而迁移后的高丽人也被俄罗斯化，现存人口大多系混血。

### 对日本人

#### 牡丹江事件
1945年8月25日，苏联军队对殖民满洲国（日占中国东北）东满省的日本殖民者（开拓团）进行了屠杀。680名日本侨民其中仅有20人幸存。

#### 葛根庙屠杀
1945年8月14日，苏联军队在满洲国（日占中国东北）兴安总省葛根庙对关东军的日本军属展开了屠杀。当时日军护送队在葛根廟丘陵一带时，遇上有14辆T-34坦克和20辆半履带车的苏军先头部队，浅野参事官举白旗上前，结果被無視於戰爭原則的蘇軍開火以机关枪打死，苏军接着就开始对丘陵上的人们开火，坦克还追上来碾压死者和活人，血肉四处飞舞。苏军每次都杀了一阵就先回去补充弹药和补给，等日军后退后就又上前追击。同时苏联车载步兵还上来用刺刀捅死发现的幸存者。两小时后一千多人战死，经此时只剩下一百数十幸存者。幸存者也多由于被打伤、被坦克压伤、或是家人已经不在而自杀。死者中有两百名興安街在満国民学校学生。

## 俄罗斯联邦时期

### 对乌克兰人
在2014年开始的乌俄战争中，俄罗斯在乌克兰实行了以屠杀、强制迁移、将儿童绑架并转移到俄国等手段为代表的种族灭绝政策。目前为止，已有如下国家正式谴责俄罗斯在这场战争中犯种族灭绝罪：
- 乌克兰[38]
- 波蘭[39]
- 爱沙尼亚[40]
- 拉脫維亞[41][42]
- 加拿大[43]
- 立陶宛[44]
- 捷克[45]
- 爱尔兰[46]

#### 绑架乌克兰儿童
乌俄战争期间，俄罗斯联邦在其占领的乌克兰城市将大量儿童绑架至俄罗斯联邦境内。早在全面战争爆发前，俄国自己的新闻媒体就报道了俄国在克里米亚占领区的这一行径。俄国修改法律使得乌克兰儿童“以简化的方式获得俄罗斯公民身份，并消除他们在俄罗斯收养的障碍，并与潜在的养父母一起开展意识形态工作”。贡库尔奖得主乔纳森·利特尔指出，这一政策与纳粹德国在捷克和波兰被占领土上推行的“德国化”政策相似。
防止及惩治灭绝种族罪公约第二条第五款之规定已明确将此类行为界定为种族灭绝，对俄国的这一行为，各界已有很多指控。
2022年6月，俄国国防管理中心主管米津采夫称已有逾30万儿童被带到俄罗斯。